# Scaphisoma inopinatum
Scaphisoma inopinatum är en skalbaggsart som beskrevs av Ivan Löbl 1967. Scaphisoma inopinatum ingår i släktet Scaphisoma, och familjen kortvingar. Arten är reproducerande i Sverige.